# 京杭运河杭州段二通道
京杭运河杭州段二通道，或称京杭运河杭州二通道，简称运河二通道，工程全名为京杭运河浙江段三级航道整治工程杭州段，是一条沟通浙北水网和钱塘江的可以通航千吨级船舶、符合三级航道标准的运河，始建于2017年，建成于2023年7月，总投资达到167.7亿元人民币。运河从杭申线博陆段，经由杭州市临平区与嘉兴市桐乡市、嘉兴市海宁市、杭州市钱塘区的行政区划界限，最终在八堡船闸与钱塘江交汇，全长26.4公里。

## 工程背景

浙北运河体系

在大宗商品运输方面，水运相比其它交通运输方式更具成本优势，运送相同的货物情况下，其成本仅为铁路的1/3、公路的1/7。
1989年2月，三堡船闸建成开通，使得运河船只首度可以直接出入钱塘江。然而，京杭运河杭州市区段航道仅能通航五百吨级船舶，制约千吨级船舶南下钱塘江。该段航道通航量连年增长，到2020年已经超过一亿吨，三堡船闸则录得6000万吨的年度吞吐量，七倍于其设计容量。随着船只的大型化，拱宸桥容易找到碰撞引发担忧。
关于扩容改造的选址曾有过东、中、西三个方案，但因为中、西线可能破坏文物或旅游资源，最终选择东线方案。工程新开挖航道段约23.4公里，八堡船闸段约3公里。为此，需要下穿多条高速公路和铁路。

## 施工过程
2008年底，二通道八堡船闸引航道工程奠基。2009年，杭州港航称将完成八堡船闸引航道靠船墙试验段工程。
2016年底，京杭运河浙江段三级航道整治工程杭州段在塘栖举行开工仪式。2017年底，八堡船闸开始施工。2019年，运河开挖过程中发掘出古代海塘遗址，包括柴塘、竹笼石塘和条块石塘等不同年代的遗迹，为此停工半年以对遗迹进行迁移保护。2022年8月，八堡船闸竣工。船闸有效长度300米，宽23米，水深4.2米，单向年通过能力达到4200万吨。
2023年5月，完成试运行阶段通行能力及通航方案研究。2023年6月，64标准箱的集装箱船“浙港内河001”在京杭运河二通道完成试航。2023年7月，运河正式通航。

## 路线信息
| 设施               | 里程 | 所在地                     |
| ------------------ | ---- | -------------------------- |
| 杭申线航道（起点） | 0    | 杭州市临平区、嘉兴市桐乡市 |
| 东新大桥           | 0.5  | 杭州市临平区               |
| 硖许公路桥         |      |                            |
| 王家堂桥           |      |                            |
| 东桥头桥           |      |                            |
| 永胜路大桥         |      |                            |
| 沪杭铁路桥         |      |                            |
| 人民大道桥         |      |                            |
| 小桥头公路桥       |      |                            |
| 倪桥头桥           |      |                            |
| 永胜路大桥         |      |                            |
| 老01省道桥         |      |                            |
| 绕城高速大桥       |      |                            |
| 下沙港             |      |                            |
| 德胜快速路         |      |                            |
| 九沙大道           |      |                            |
| 天城东路           |      |                            |
| 钱塘快速路         | 26.4 | 杭州市上城区               |
| 八堡船闸（终点）   | 26.4 | 杭州市上城区               |